# Zasvěcená panna
Zasvěcená panna je v katolické církvi žena, která po předepsané přípravě přijala od diecézního biskupa zasvěcení k životu v panenské čistotě mimo řeholní společenství. Je vázána slibem čistoty, ne však chudoby ani poslušnosti (jako řeholnice). Příslušnice stavu zasvěcených panen (ordo virginum) používají zkratku OV umisťovanou za jménem.

## Historie
První zmínky o zasvěcených pannách pocházejí z 2. století. Zasvěcenou pannou byla řada světic z doby pronásledování křesťanů před vydáním milánského ediktu, například sv. Blandýna († 177), sv. Apolónie († 249), sv. Anežka Římská († 304) nebo sv. Valentýna († 308). Od 4. století se počet zasvěcených panen zvyšoval.